# Apriona subteruniformis
Apriona subteruniformis là một loài bọ cánh cứng trong họ Cerambycidae.